# 多拉·布赖恩
多拉·布赖恩（英語：Dora Bryan，1923年2月7日—2014年7月23日），英国女演员。曾获得英国电影学院奖最佳女主角。